# Tustin (Wisconsin)
Tustin es un lugar designado por el censo ubicado en el condado de Waushara en el estado estadounidense de Wisconsin. En el Censo de 2010 tenía una población de 117 habitantes y una densidad poblacional de 42,7 personas por km².

## Geografía
Tustin se encuentra ubicado en las coordenadas 44°10′11″N 88°53′47″O / 44.16972, -88.89639. Según la Oficina del Censo de los Estados Unidos, Tustin tiene una superficie total de 2.74 km², de la cual 2.74 km² corresponden a tierra firme y (0%) 0 km² es agua.

## Demografía
Según el censo de 2010, había 117 personas residiendo en Tustin. La densidad de población era de 42,7 hab./km². De los 117 habitantes, Tustin estaba compuesto por el 96.58% blancos, el 0% eran afroamericanos, el 0.85% eran amerindios, el 0% eran asiáticos, el 0% eran isleños del Pacífico, el 0.85% eran de otras razas y el 1.71% pertenecían a dos o más razas. Del total de la población el 0.85% eran hispanos o latinos de cualquier raza.